# Elifaz (kibuc)
Elifaz (hebr.: אליפז) – kibuc położony w samorządzie regionu Chewel Elot, w Dystrykcie Południowym, w Izraelu.
Leży w południowej części pustyni Negew, na północ od miasta Ejlat.
Członek Ruchu Kibuców (Ha-Tenu’a ha-Kibbucit).

## Historia
Kibuc został założony w 1983.

## Gospodarka
Gospodarka kibucu opiera się na sadownictwie - między innymi uprawia się daktylowce.